# Flethite
Flethite (ook: Flehite of Flethitte) is de naam van een vroeg-middeleeuwse gouw die zich uitstrekte over de Utrechtse Heuvelrug (inclusief het Gooi).
In het westen werd de grens gevormd door de veengebieden tussen de Vecht en het Gooi ; in het zuidwesten door het veengebied tussen Heuvelrug en de Kromme Rijn; in het zuiden door de Nederrijn, in het oosten door de veengebieden in de Gelderse Vallei, en in het noorden door het Almere.
De dingplaats was waarschijnlijk Zeist.
Van de vierde tot de achtste eeuw heeft het mogelijk deel uitgemaakt van het grotere verband van het Saksische Hamaland, waartoe ook de gouwen Veluwe en IJsselgouw (Hamaland in engere zin) behoorden. Tot op heden is de Nedersaksische invloed op het Gooise dialect merkbaar.
Flethite is aan het einde van de zevende eeuw onder het Frankische Rijk gekomen, waarbij het grotendeels koningsgoed werd. Dit koningsgoed werd voor de koningen als dienstgoed beheerd door de graven van Hamaland (uit het geslacht der Meginharden), waarvan Wichman IV (ca. 935 - 974) de laatste mannelijke telg was.
Door schenkingen is het grootste deel van het koningsgoed in bezit van het Sticht Utrecht gekomen, zodat de gouw Flethite zijn institutionele functie in de achtste eeuw verloor.
Het Eemland (van Soest tot en met Renswoude) kwam in 777 in bezit van het Sticht. Het Gooi werd in 968 overgedragen aan de Abdij te Hoog-Elten, dat ook goederen in Baarn en Soest bezat. Gebieden aan de zuidhelling van de Utrechtse Heuvelrug waren al eerder aan het Sticht gekomen. De bisschop bezat domeinen in Zeist en Bunnik; de domproost in Amerongen, Doorn en Cothen; de abdij van Deutz in Wijk en Odijk. In Leersum lagen kleinere domeinen van de abdijen van Werden en Fulda en verspreide goederen van de bisschop en de oudste Utrechtse kapittels.

## Naam
In een oorkonde uit 777 wordt aan de betreffende gouw de naam Flethite gegeven. In de kroniek van Wilhelmus Heda werd dat 'Flehite', vermoedelijk door een schrijffout. Het woord heeft de meervoudsuitgang '-ite' en betekent 'wateren'.

## Museum
In Amersfoort staat het naar deze gouw genoemd Museum Flehite waarvan de collectie een beeld geeft van de geschiedenis van de stad en omgeving.